# Katarina Stensson
Ester Katarina Stensson, född 21 augusti 1988 i Almby församling, Örebro län, är en svensk civilingenjör, lärare, politiker och tidigare partiledare för Piratpartiet  2019-2024, hon efterträddes av Mikael Enmalm på posten.
Katarina är bosatt i Rågsved, Stockholm.

## Politik
Katarina Stensson valdes i oktober 2019 till ny partiledare för Piratpartiet. Hon efterträdde då Magnus Andersson som var partiledare mellan 2016 och 2019. Stensson är av medlemsmötet, Piratpartiets högsta beslutande organ, vald till toppkandidat (plats 1) inför Europaparlamentsvalet 2024.
Stensson har under sin tid som partiledare bland annat engagerat sig inom frihetsfrågor, stärkt personlig integritet, digitaliseringspolitik och bättre förutsättningar för företagare. Stensson har även under 2023 varit mycket aktiv i debatten om massövervakning och motsatt sig införandet av Chat Control.

## Utbildning
Stensson avlade civilingenjörsexamen i teknisk fysik vid Kungliga Tekniska högskolan 2014 och licentiatexamen i fysik vid samma lärosäte 2018. Hon avlade lärarexamen 2020. Stensson var VD för Checheza AB,  som verkade för digital utbildning för östafrikanska barn. I juni 2022 försattes företaget i konkurs på egen begäran. 

## Arbetsliv
Mellan 2012 och 2014 var Stensson projektledare för den ideella organisationen Womengineer. År 2014 grundade hon IGEday, ett nationellt event för att öka intresset för flickor att bli ingenjörer. Stensson satt i styrelsen för Mattecentrum 2014-2017.
Stensson har tidigare arbetat som lärare i både fysik och matematik. 